# Joseph Hooker
Joseph Hooker (beceneve: Fighting Joe, azaz "Verekedő Joe" avagy "Harcias Joe") (Hadley, Massachusetts, 1814. november 13. – Garden City, New York, 1879. október 31.) az Egyesült Államok hadseregének tisztje, az amerikai polgárháborúban vezérőrnagy az unionisták oldalán. 
Folyamatosan jól teljesítő tiszt volt, de a Potomac hadsereg parancsnokaként már nem tudott helyt állni, 1863-ban csúfos vereséget szenvedett a Chancellorsville-i csatában a déliek Robert E. Lee által vezetett seregétől. Egy ideig ez a vereség rányomta bélyegét az ő katonai karrierjére, a nyugati világ ekkor talán legkiválóbb hadvezérével, Lee-vel nem tudta felvenni a versenyt. Lee katonai teljesítményével majd csak Ulysses S. Grant, s William Tecumseh Sherman tudott versenyezni egészen a győzelemig. Hookernek a térképen való tájékozódás is gondot jelentett, kiválóan működött addig, ameddig látta csapatait, amikor viszont csapatai kikerültek látóteréből, elvesztette áttekintő képességét, nagyobb seregtestek vezetésére nem volt alkalmas.

## Életpályája
Ősei már az 1600-as években kivándoroltak Amerikába, angol származásúak voltak. Nagyapja kapitány volt az amerikai függetlenségi háborúban. Az unoka, Joseph Hooker az amerikai hadsereg katonai akadémiáján, a híres West Pointon diplomázott 1837-ben, az 50 főből álló évfolyamon a 29. helyen végzett. Szolgálatot teljesített az indiánok elleni háborúkban tüzérhadnagyként, majd a mexikói–amerikai háborúban (1846-1848) Zachary Taylor és Winfield Scott tábornokok vezetése alatt alezredesként. 
1853-ban kilépett a hadseregből, s gazdálkodással, területfejlesztéssel, politikával foglalkozott nem túl nagy sikerrel, szerette a szerencsejátékot, az italt és a nőket, e körül sok a legenda, csatába azonban soha nem ment ittasan. 1859-től a kaliforniai milíciában szolgált tisztként. 1861 augusztusában, az amerikai polgárháború kitörése után dandártábornoki kinevezést kapott. Hamarosan bátor, harcias katonának bizonyult, kitüntette magát az 1862 május 5-i a Williamsburg-i csatában, mint egy részleg parancsnoka. A csata után előléptették vezérőrnagynak. Hadtestparancsnokként vezette az uniós támadást az első antietami csatában, amelyben meg is sebesült a lábán.
Felgyógyulása után Ambrose Burnside parancsnoksága alatt vett részt az első fredericksburgi csatában (1862). Burnside frontálisan megtámadta a magaslaton elhelyezkedő, tüzérséggel ellátott fredericksburgi erőd védőit, vagy hat rohamot vezényelt, Hooker V. hadtestének bevetésére is sor került, iszonyatos vérfürdőt rendezett a déliek tüzérsége az északiak tömött soraiban. Ezek után nem csoda, hogy Hooker nyíltan bírálta az Unió vezénylő parancsnokait. Ki is nevezték őt hadseregparancsnoknak, az ő parancsnoksága alatt folyt le a chancellorsville-i csata (1863. április 30-május 6.), amely Robert E. Lee tábornok fényes győzelmével végződött, Lee legyőzte a nagyobb létszámú, jobban felfegyverzett északiakat. Hooker egyáltalán nem tudta követni ellenfele csapatainak mozgását, igaz, erről gondoskodott is Lee tábornok és altábornagya Stonewall Jackson. Ez a csata mutatta meg, nem minden a túlerő, igen kiváló parancsnokok is kellenek. Hookert leváltották, George G. Meade nyerte meg az unionistáknak a gettysburgi csatát (1863. július 1-3). 

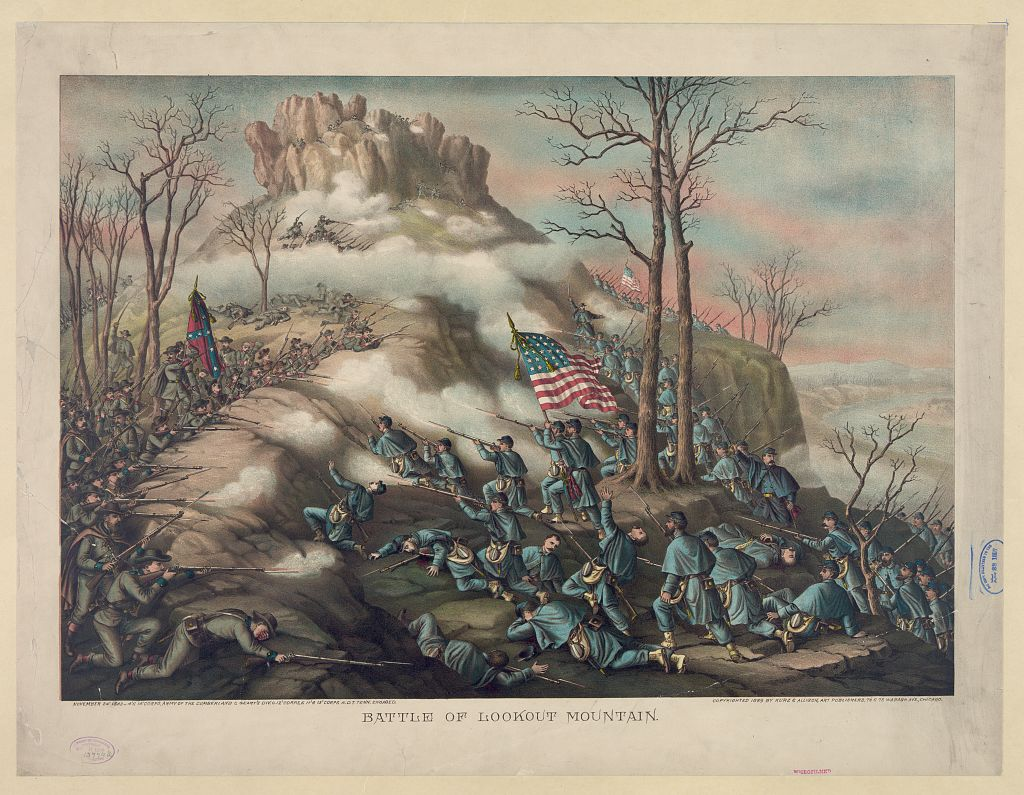
Lookout Mountain-i csata (színes litográfia 1889-ből)

A továbbiakban Hooker Tennessee-ben teljesített szolgálatot két alakulat élén, ekkor még a területek megtartása volt az unionista hadvezetés stratégiája, Abraham Lincoln elnök nagy súlyt helyezett az Unióhoz hű határállamok segítésére, megvédésére, megtartására. Nyilvánvalóan szétforgácsolta ez a stratégia a csapatok erejét, kivált a nyugati hadjáratban részt vevő csapatokét. Hooker részt vett a chattanoogai hadjáratban, kitüntette magát a Lookout Mountain-i csatában, e csatát az ő parancsnoksága alatt nyerték meg az unionisták.
William Tecumseh Sherman vezérőrnagy mellett bekapcsolódott az atlantai kampányba is, de annak vége előtt, 1864 júliusában leváltották, mivel tiszttársaival nem tudott együttműködni, Hooker ezt úgy érzékelte, hogy Grant Sherman teljesítményét többre értékelte. 1866-ig Cincinnati székhellyel (Ohio) a hadsereg kötelékében maradt.

## Magánélete, utolsó évei
1865-ben Cincinnati-ben megnősült, Olivia Groesbeck (1825-1868) ment hozzá nőül, a befolyásos Groesbeck család tagja, William Slocum Groesbeck amerikai kongresszusi képviselő testvére.
1879-ben látogatóban volt Garden City-ben, itt halt meg agyvérzés következtében. Felesége mellett nyugszik a Spring Grove temetőben (Cincinnati, Hamilton megye, Ohio).

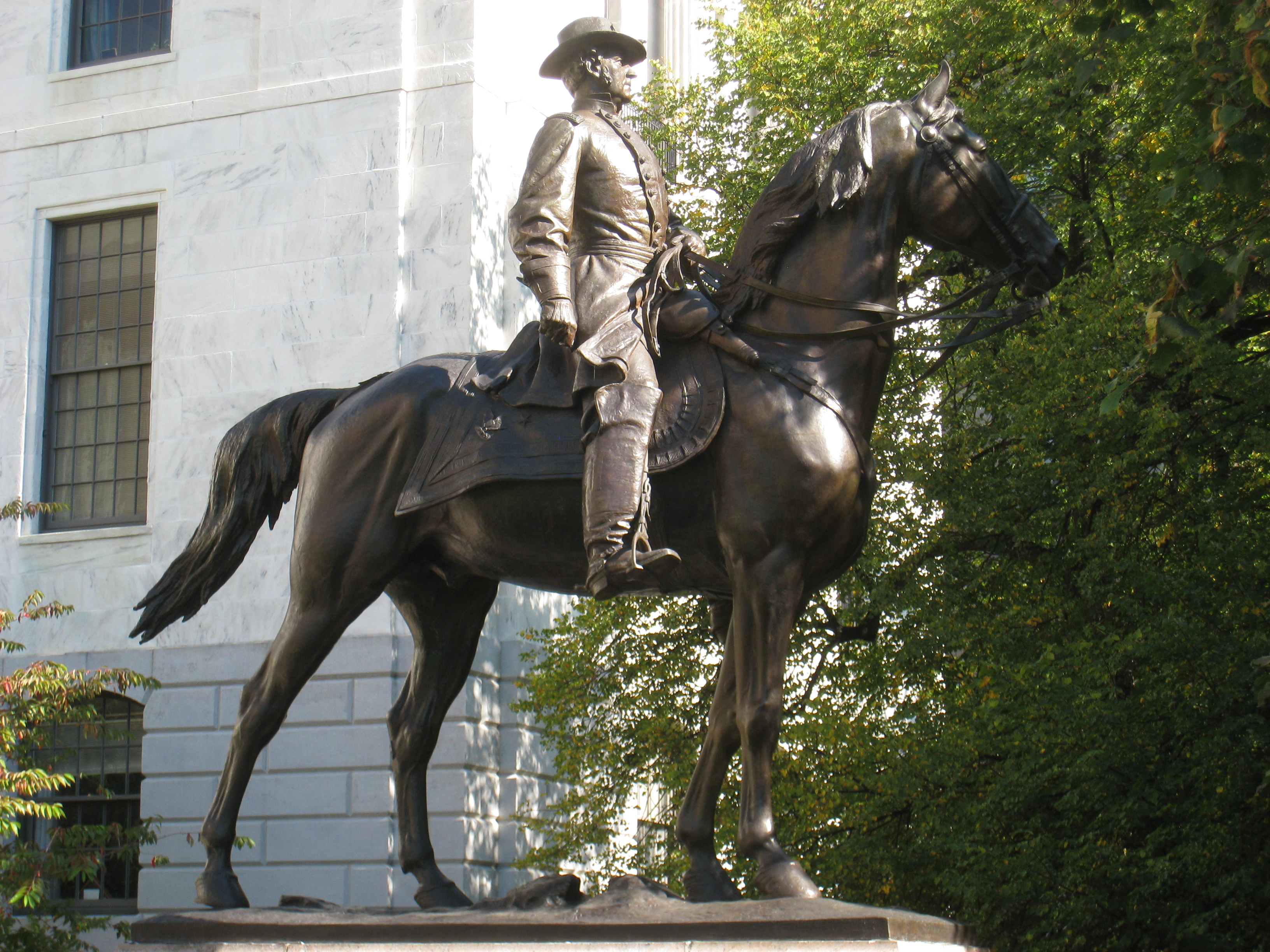
Hooker lovasszobra Bostonban

## Emlékezete
Bostonban lovasszobrot emeltek tiszteletére, Nebraska államban megyét neveztek el róla.